# Kasteel van Cambous
Het Kasteel van Cambous (Frans: Château de Cambous) is een kasteel in de Franse gemeente Viols-en-Laval.